# عسغر أباد (سراب)
عسغر أباد هي قرية في مقاطعة سراب، إيران. يقدر عدد سكانها بـ 272 نسمة بحسب إحصاء 2016.